# Lindeteves-Jacoberg
Lindeteves-Jacoberg Limited ist eine Holding für mehrere Gesellschaften, die Elektromotoren vertreiben. Das Unternehmen wurde 1947 gegründet und hat seinen Sitz in Singapur.
Seit 2006 gehört das Unternehmen als Teilkonzern zur österreichischen ATB Gruppe.
Das Unternehmen wird an der Singapore Exchange notiert.
Im Jahr 2011 gehörten folgende Tochtergesellschaften zur Lindeteves-Jacoberg-Gruppe:
- Brook Crompton UK Ltd., UK
- Brook Crompton Motor Inc., USA
- Brook Crompton Ltd., Kanada
- Brook Motors International Pte Ltd, Singapur
- Western Electric Asia Pte Ltd, Singapur

Im Jahr 2011 erzielte der Konzern einen Umsatz von rund 52 Millionen Singapur-Dollar (SGD).
Das Unternehmen umfasste ursprünglich die Geschäftsbereiche Elektromotorenfertigung und -vertrieb sowie Energieerzeugung. Im Jahre 2004 wurden zwei britische Werke geschlossen bzw. verkleinert und die Produktion nach Polen und China verlagert. Diese Restrukturierung war jedoch mit hohen Kosten verbunden und führte auch zu Umsatzeinbussen.
Die auftretenden Liquiditätsprobleme konnten durch den Einstieg der ATB im Jahr 2006 und eine Schuldenrestrukturierung behoben werden.
Im Jahr 2010 wurden sämtliche Produktionsstätten wie Tamel (Polen) und Schorch (Deutschland) an die ATB-Gruppe verkauft, sodass die Lindeteves-Jacoberg-Gruppe nur mehr im Bereich Distribution elektrischer Motoren tätig ist.
Im Jahr 2016 wurde Lindeteves-Jacoberg in Brook Crompton Holdings umbenannt.